# 구본창
구본창(具本昌, 1953년 3월 6일 ~ )은 대한민국의 사진가이자 교수다. 대학에서 경영학을 전공하고 졸업 후 기업에 취직했던 그는 반년 만에 회사를 그만 둔 후 독일 유학길에 올랐고, 그 후 사진작가가 되었다. 한국 사진예술의 지적 수준과 국제적 위상을 제고하는 데 크게 기여한 공로를 인정받아 제47회 대한민국문화예술상 미술 부문 대통령 표창을 받는 등 대한민국 현대 사진에 큰 영향을 끼쳤다고 평가받는다. 2014년에 아랍에미레이트의 토후국 중 하나인 샤르자의 국제사진전에 대한민국 대표로 참가하기도 하였다.

## 약력
- 1953	서울 출생
- 1975	연세대학교 상경대학 경영학과 졸업
- 1985	함부르크 국립 조형미술대학교 사진 디자인 전공, 디플롬
- 1986-98	중앙대학교 강의
- 1992	함부르크에서 개최된 국제미술 아카데미 (Pentiment) 초청 교수
- 1997	런던 킹스턴大, 스탠리피커 갤러리, International Fellowship
- 1999	런던 세인트 마틴 스쿨 초청교수
- 1999-2001	계원조형예술대학 사진전공 교수 역임
- 2004	함부르크에서 개최된 국제미술 아카데미 (Pentiment) 초청 교수
- 2008	2008대구사진비엔날레 전시총감독
- 현재	경일대학교 사진영상학부 교수
- 박건희문화재단 이사장

## 작품
- 1983 서울, 파인힐 화랑
- 1984 독일 함부르크, 포토게네스 화랑
- 1985 서울, 한마당 화랑, "열두번의 한숨" 외 컬러 사진전
- 1987 일본 동경 와이드 갤러리 및 오사카 포토 인터폼 "일분간의 독백"
- 1988 갤러리 부산, "긴 오후의 미행"
- 1990 서울, 서미 갤러리, "생각의 바다"
- 1993 서울, 서미 갤러리, "Good-bye Paradise"
- 1995 일본, 교또 Ississ 갤러리, "In ｔhe Beginning"
- 1995 서울, 서미 갤러리, "숨"
- 1999 서울, 원화랑, "흐름"
- 2000 뉴욕, Ricc/Maresca 갤러리 "White"
- 2000 덴마크 아루스, 갤러리 이미지 "Good-Bye Paradise"
- 2001 교토, Prinz 갤러리
- 2001 동경, Base 갤러리
- 2001 서울, 삼성 로댕 갤러리, "구본창 사진전"
- 2002 샌디에고, 사진박물관, "Fragile Tremors", 피바디 에식스 뮤지엄, "Masterworks of Contemporary Korean Photography"
- 2002 동경, 샤데이 갤러리, "In The Beginning"
- 2003 뉴욕, Ricco Maresca 갤러리, "Bohnchang Koo- recent work"
- 2003 서울, 한미 사진미술관 "구본창사진전-가면"
- 2003 오사카, Picture Photo Space, "구본창 사진전"
- 2004 파리, Galerie Camera Obscura, "Masks", "White"
- 2005 랑곤, 프랑스, "La beaute endormie"
- 2005 L.A., White Room 갤러리, "Portraits of Time"
- 2006 쿄토, Kahitsukan 미술관
- 2006 서울, 국제갤러리 "백자"

## 그룹전
- 1987 서울, 한마당 화랑, "죽은 듯 엎드려 실눈 뜨고"
- 1987 서울, 공간미술관, "다른 컬러 이미지 셋"
- 1988 서울, "사진 새 시좌" 워커힐 미술관
- 1990 미국, 로체스타 대학 초청 2인
- 1990 서울, "Mixed Media" 금호 미술관 개관 1주년 기념 기획
- 1990 대만 타이페이, Sunny - Gate 화랑
- 1991 서울, 토탈 미술관, "제 1회 한국사진의 수평전"
- 1992 서울, 자하문 미술관,"아! 대한민국"
- 1992 서울, 과천 현대미술관,"젊은 모색전"
- 1993 호주, 브리스베인, 아시아 태평양 지역 현대미술 트리엔날레
- 1994 미국, Arizona, Tucson, Pima 대학 전시장
- 1994 독일, Ursula Blickle Prize 참가
- 1995 광주현대미술관, 광주비엔날레,"한국 현대미술의 오늘"
- 1995 경주, 선재미술관,"사진, 오늘의 위상"
- 1995 서울, 갤러리 눈,"신체 또는 성"
- 1996 서울시립미술관,"도시와 영상"
- 1996 미국, 산타페, A.O.I.갤러리, "In The Beginning Series"
- 1996 과천, 국립현대미술관, "사진-새로운 시각"
- 1996 서울, 금호미술관,"한국 모더니즘의 전개"
- 1996 서울, COEX, "SIAF"
- 1996 서울, 서미 갤러리, "Art, At Home"
- 1997 런던, 킹스턴 대학, Stanley Picker Gallery, "한국의 현대미술 작가 3인전"
- 1998 스웨덴, 스톡홀름, Ostasiatiska 뮤지움, "Landscape and Man"
- 1998 미국, 시카고, 현대 사진 박물관, "Alienation and Assimilation"
- 1998 대전, 한림 미술관, "몸과 사진"
- 1998 서울, 호암미술관, "시간"
- 1999 샌프란시스코, 앤젤 아담스 센터, "Phenomena"
- 1999 일본, 동경 국제 사진 비엔날레 "다큐먼트와 기억의 조각들"
- 2000 덴마크, Odense Foto Triennale, "Standing on the Threshold of Time"
- 2000 미국, 뉴욕, The Center for Photography at Woodstock, "Moonlight Becomes You- A Thousand and One Nights of Peace on Earth"
- 2000 미국, 휴스톤, FotoFest 2000, "Contemporary Korean Photographers"
- 2001 호주, 시드니,  Australian Centre for Photography, "Awakening"
- 2001 서울, 가나 아트센터, "Photo Festival 2000"
- 2002 미국, 산타페, Photo-Eye Gallery "Two Korean Photographers"
- 2002 서울, 가나 아트센터 "Now, What is Photo"
- 2002 일본, 사이타마현대미술관, 센다이 미디어테크, "Korean Contemporary Photography"
- 2002 프랑스, 몽펠리에, La Galerie Photo, "Photographie Contemporaine Coreenne"
- 2002 덴마크, Art Center Silkeborg Bad, "Floating"
- 2002 샌프란시스코, Camera work, "Everyman : A Search for the Male Form"
- 2002 서울, 금호미술관, 3인전
- 2002 서울, 갤러리 라메르, "2002 Asia Photo Biennale - Living in a City"
- 2003 서울, 인사아트센터, "사진과 역사적 기억"
- 2003 서울, 대림미술관 패션사진전, "다리를 도둑맞은 남자와 30개의 눈"
- 2003 네덜란드, Foam Fotografiemuseum Amsterdam, "한국-네덜란드 현대미술전"
- 2003 영국, 런던, 14 Wharf Road, "east of eden"
- 2003 프랑스, 파리, Galerie GANA-BEAUBOURG, "한국사진작가 4인전
- 2004 미국, 휴스턴, FotoFest 2004, "Water"
- 2004 경기도, 국립현대미술관, "미술 밖 미술"
- 2005 미국, 필라델피아, Gallery 339, 2인전 "Stilled"

## 작품 소장
- 샌프란시스코, 뮤지엄 오브 모던 아트
- 휴스턴, 뮤지엄 오브 파인 아트
- 뉴욕, Henry Buhl Collection
- 독일, 함부르크 예술공예 박물관
- 호주, 브리스베인 퀸즈랜드 아트 갤러리
- 아이슬란드, 레이캬비크 사진 박물관
- 도쿄, 샤데이 갤러리
- 교토, 카히츠칸 미술관
- 과천, 국립 현대미술관
- 서울, 삼성미술관
- 서울, 한미사진미술관
- 경주, 선재미술관
- 대전, 시립미술관

## 저서 및 출판 목록
- 《생각의 바다》  (1992)
- 《Deja-Vu》  (1993)
- 《Art Vivant : 구본창》  (1994)
- 《밝은 방 1, 2, 3, 4》  (1988, 1989, 1991, 1992)
- 《Fotofest 2000》  (2000)
- 《자거라, 네 슬픔아》  (2003)
- 《Hysteric Nine》  (2003)
- 《어머니는 죽지 않는다》  (2004)
- 《구본창》  (2004)
- 《Camera Work vol.2 Bohnchang Koo 탈 Mask》  (2004)
- 《Portraits of Time》  (2004)
- 《구본창》  (2006)
- 《Deep Breath in Silence》  (2006)
- 《Revealed Personas》  (2006)
- 《Vessels for the Heart》  (2006)
- 《구본창, 공명의 시간을 담다》  (2014)[4]

## 수상 내역
- 2000 이명동 사진상 수상
- 2003 강원다큐멘터리 작가상 수상
- 2015 제47회 대한민국문화예술상 수상 (대통령 표창, 미술 부문)
- 2025 호암 예술상 수상